# Windischenbernsdorf
Windischenbernsdorf ist seit dem 1. Oktober 1923 ein Stadtteil von Gera in Thüringen. Seit 2014 bildet es zusammen mit Frankenthal und Scheubengrobsdorf den in jenem Jahr gegründeten Ortsteil Westvororte.

## Geographie
Windischenbernsdorf ist im westlichen Stadtgebiet von Gera an der Grenze zur Verwaltungsgemeinschaft Münchenbernsdorf im Landkreis Greiz gelegen.
Der Ort liegt im Saarbachtal, im Westen des Ortes mündet der Langengrobsdorfer Bach aus Richtung Langengrobsdorf ein.

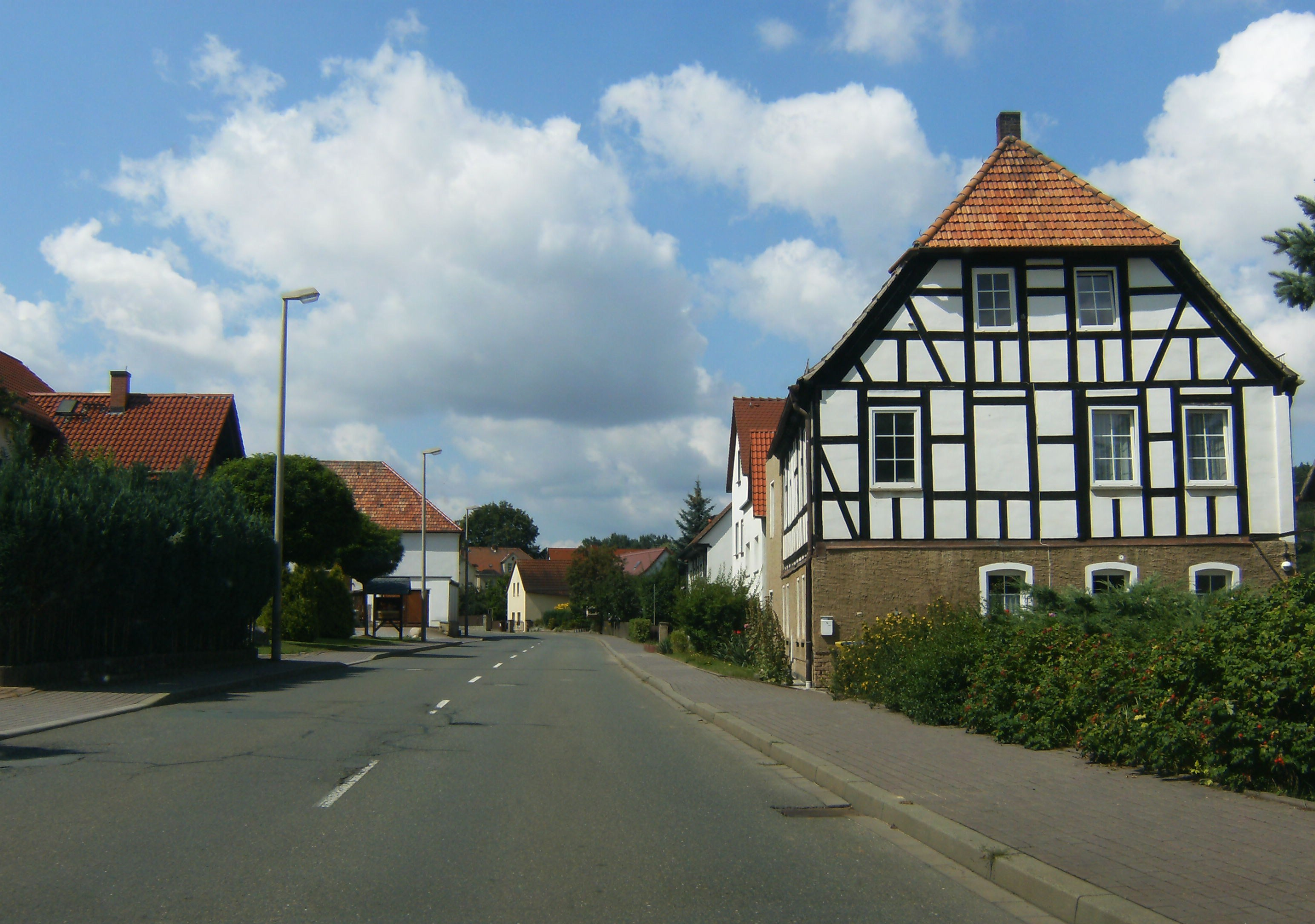
Im Ort

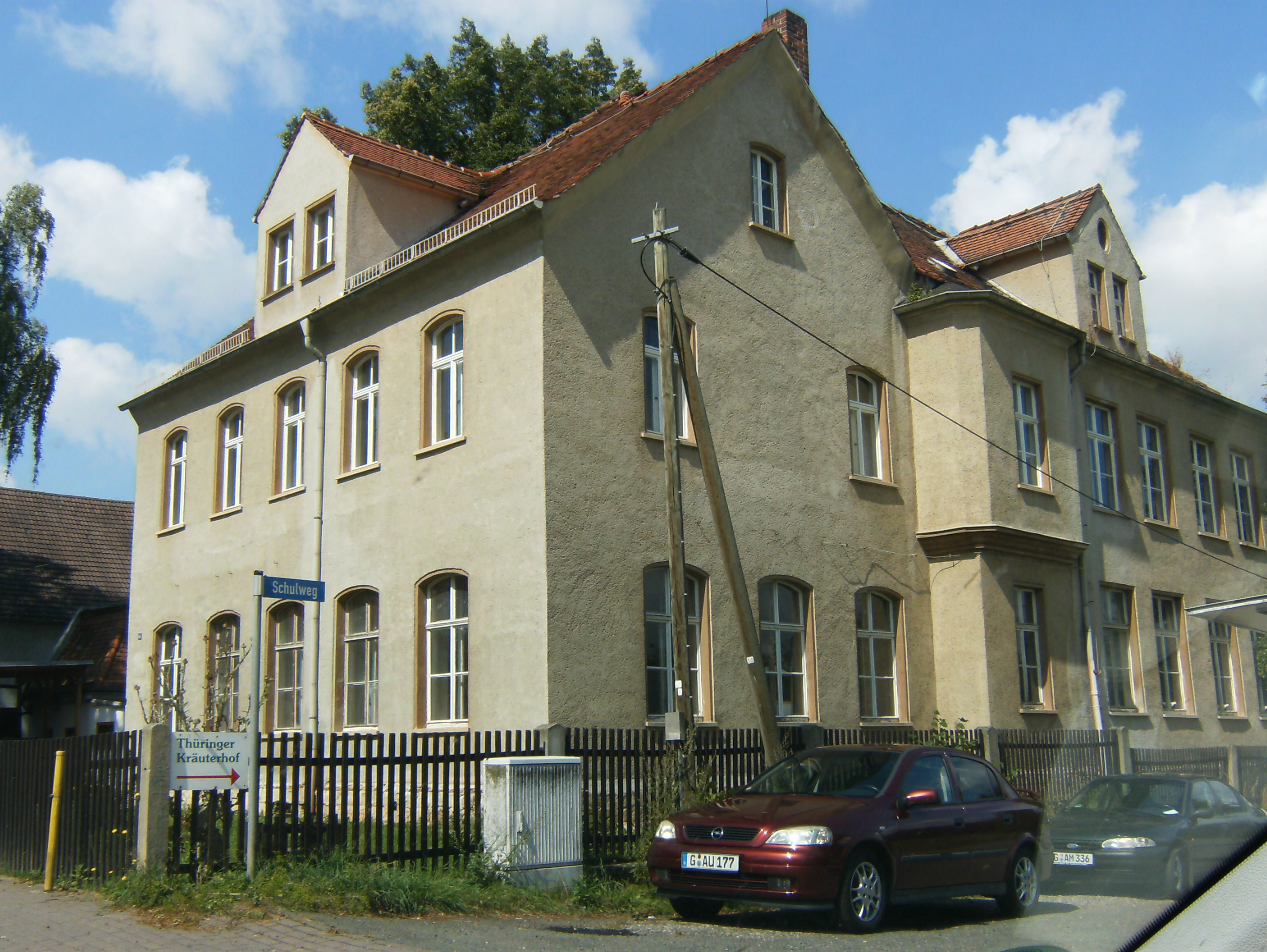
Ehemalige Schule

## Geschichte
Urkundlich erstmals erwähnt wurde Windischenbernsdorf am 16. Mai 1499 im Kaufbrief des Heinrich von Ende zu Töppeln über das Vorwerk Scheubengrobsdorf. Unter den Untertanen werden fünf Einwohner von Wyndischen bernstorf erwähnt. 1534 wurde es als Winschenbernsdorff beurkundet. Es unterstand der Erbgerichtsbarkeit von Scheubengrobsdorf bis zur Aufhebung der Patrimonialgerichtsbarkeit am 1. Januar 1855.
Zuständiger Pfarr-, Begräbnis- und Schulort war Frankenthal, ab 1680 Scheubengrobsdorf. Eine eigene Schule bestand in Windischenbernsdorf von 1887 bis 1996, wobei in den letzten Jahren  nur noch die Schüler der 1. bis 4. Klasse unterrichtet wurden und der Schulhort die restlichen Räume nutzte. 1996 wurde die Schule in Windischenbernsdorf geschlossen und das Gebäude einer anderen Verwendung zugeführt. Im Zuge der Entstehung der Siedlung An der Wildbirne, an der Ostseite des Ortes, zog Ende der 1990er Jahre auch der Windischenbernsdorfer Kindergarten nach Scheubengrobsdorf.

## Politik
Seit 2014 ist Windischenbernsdorf (gemeinsam mit Scheubengrobsdorf und Frankenthal) Teil des Geraer Ortsteils Westvororte, der über einen eigenen Ortsteilrat und Ortsteilbürgermeister verfügt.

## Entwicklung der Einwohnerzahl
| Jahr      | 1864 | 1921 | 2008 |
| Einwohner | 266  | 600  | 625  |

## Sport
TSV Gera-Westvororte mit Sitz und Spielstätte in Scheubengrobsdorf; Angebotene Sportarten: Fußball, Volleyball, Gymnastik.

## Verkehr
Windischenbernsdorf liegt an der Landesstraße 1076, die von Gera (Bundesstraße 2) über Saara und St. Gangloff zur Bundesautobahn 9 (Anschlussstelle Hermsdorf-Süd) und weiter nach Stadtroda führt. Über die Buslinie 17 der GVB ist der Ort an das Geraer Nahverkehrsnetz angeschlossen.

## Bildung
Im Ort selbst gibt es heutzutage weder Kindereinrichtung noch Schulen.
Für die Kleinsten gibt es gut erreichbar die
- Kindereinrichtung Am Zauberwald (Frankenthal) mit Krippe, Kindergarten und Hort.
- Kindergarten Am Walde (Dürrenebersdorf); nur Kindergarten.
- Kneipp-Kindergarten Am Maulwurfshügel (Scheubengrobsdorf); nur Kindergarten.

Zuständige Grundschule ist die
- Grundschule Saarbachtal in Scheubengrobsdorf.

Nächstgelegene Regelschule ist die
- Regelschule Debschwitz.

## Persönlichkeiten
- Franz Patzer (1854–1933), deutscher Landwirt und Politiker, 23 Jahre lang Bürgermeister von Windischenbernsdorf
- Albert Ammer (1916–1991), Fotograf und Kameramann